# Mandayona
Mandayona település Spanyolországban, Guadalajara tartományban. Mandayona Alaminos, Guadalajara, Baides, Algora, Almadrones, Castejón de Henares, Villaseca de Henares, Sigüenza és Mirabueno községekkel határos. Lakosainak száma 292 fő (2024).

## Népesség
A település népessége az utóbbi években az alábbiak szerint változott:
| Lakosok száma | 424  | 405  | 387  | 397  | 377  | 335  | 326  | 294  | 290  | 292  |
|               | 2001 | 2004 | 2006 | 2009 | 2011 | 2014 | 2016 | 2019 | 2021 | 2024 |